# 海洋港

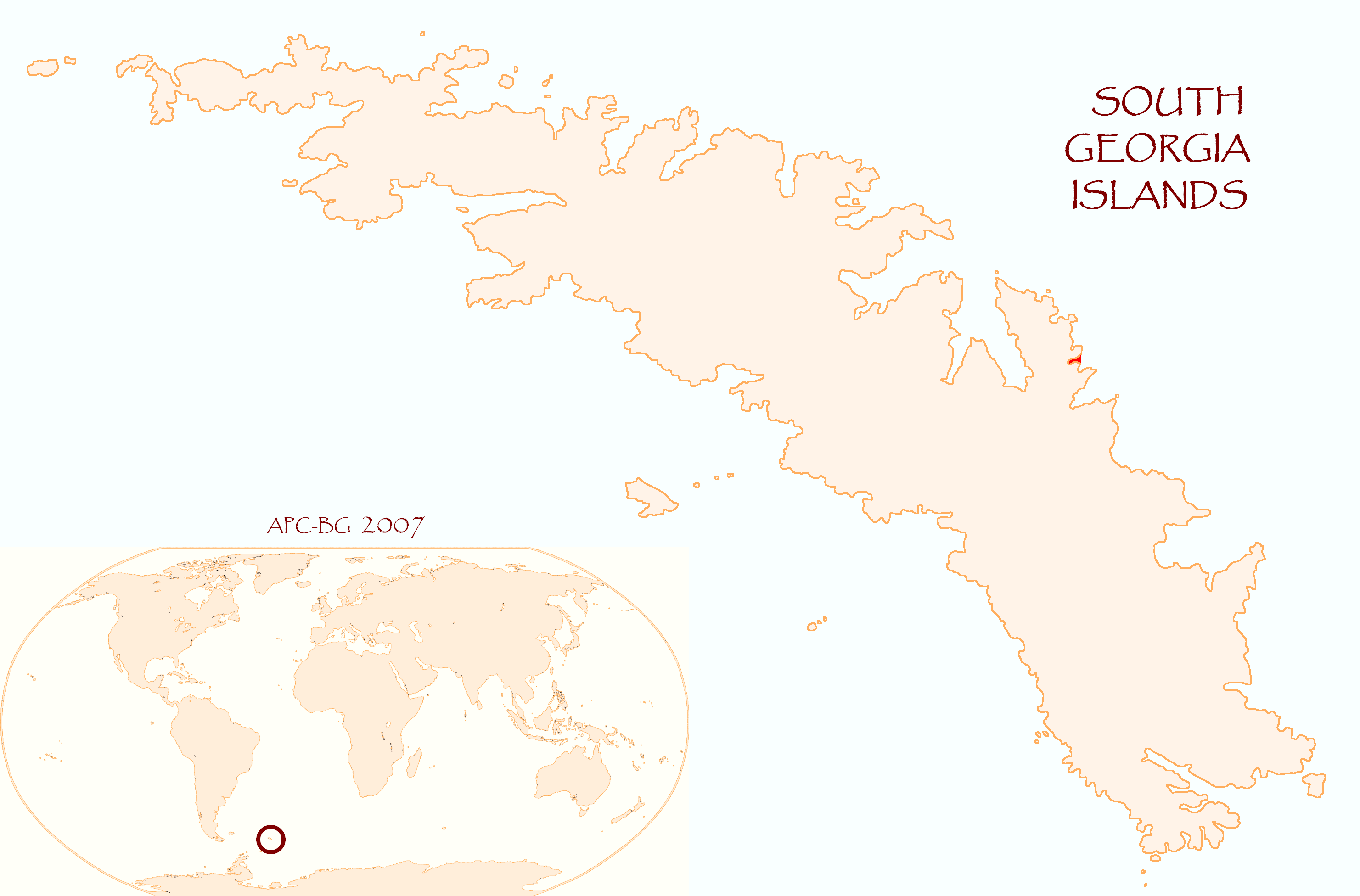
海洋港在南喬治亞島的位置

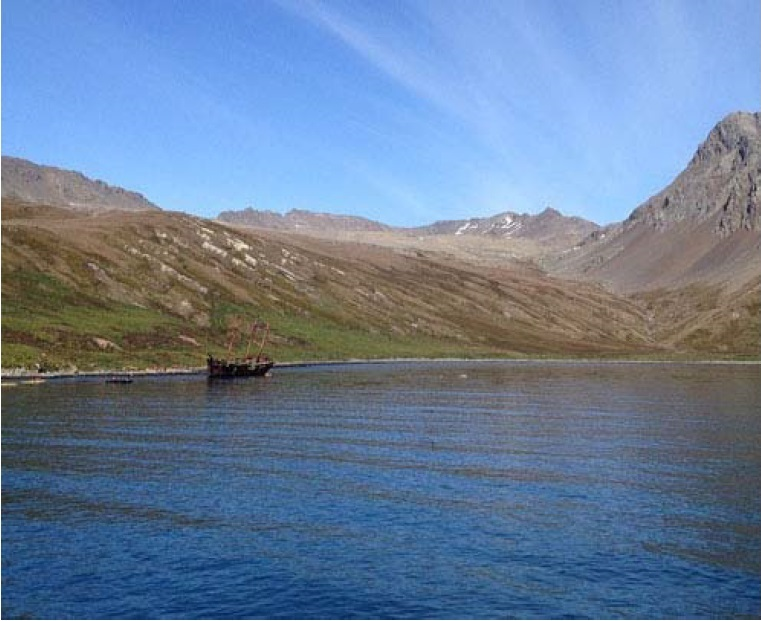

海洋港（英語：Ocean Harbour）是南極洲的海港，位於英國海外領土南喬治亞島北岸，在1909年—1920年是活躍的捕鯨站，以捕鯨公司命名。
海洋港东南面的海湾为企鵝灣。